# گورکا وردوگو
گورکا وردوگو (اسپانیایی: Gorka Verdugo‎؛ زادهٔ ۴ نوامبر ۱۹۷۸) دوچرخه‌سوار اهل اسپانیا است. وی در مسابقات تور دو فرانس و جیرو دیتالیا شرکت کرده است.